# Vincenzo Romano (calciatore)
Vincenzo Romano (Capaccio Scalo, 12 marzo 1956) è un ex calciatore italiano, di ruolo difensore.

## Carriera
Soprannominato Tarzan per via dei lunghi capelli e del fisico possente, esordì in Serie B nella stagione 1976-1977 con la maglia del Rimini, per poi imporsi come titolare nella stagione successiva.
Nell'estate 1978 viene prelevato dall'Avellino che si accinge a disputare il primo campionato di Serie A della sua storia. Con gli irpini disputa due campionati di massima serie, venendo acquistato dalla Roma nel 1980.
Nella capitale Romano resta una stagione, nella quale scende in campo nella maggior parte degli incontri di campionato (22 presenze complessive), contribuendo al secondo posto finale (scudetto non vinto tra le polemiche) e al successo in Coppa Italia, disputando entrambi gli incontri di finale col Torino.
Nell'estate 1981, dopo aver poco convinto a Roma, anche a causa delle sue distrazioni extracalcistiche, passa al Genoa, in cambio di Sebastiano Nela, dove resta per tre stagioni, fino alla retrocessione al termine dell'annata 1983-1984. Disputa quindi un campionato di Serie B col Bologna, quindi torna ad Avellino per altri tre campionati di massima serie, di cui l'ultimo, conclusosi con la retrocessione, da titolare. Chiude la carriera nella stagione 1988-1989, trascorsa in Serie B nelle file dell'Empoli, anche a causa degli svariati infortuni.
In carriera ha totalizzato complessivamente 180 presenze e 4 reti in Serie A e 68 presenze e 3 reti in Serie B.

## Palmarès

### Club
- Coppa Italia: 1

Roma: 1980-1981
- Torneo Estivo del 1986: 1

Avellino: 1986